# Clàudia Vives-Fierro
Clàudia Vives-Fierro Planas (Barcelona, 1969) és una artista plàstica catalana. Es va graduar en Ciències Empresarials i és doctora en Comunicació Audiovisual. Entre els anys 2003 i 2008 va ser directiva del FC Barcelona. Actualment treballa entre Barcelona i Eivissa en diferents camps artístics: el dibuix, la pintura, el gravat, l'escultura, el videoart i l'art sonor. L'any 2022 va dirigir el documental Pater.
Clàudia Vives-Fierro es va graduar en Ciències Empresarials a la Universitat de Barcelona l'any 1991. Entre el 1993 i el 1995 va realitzar alguns seminaris de gravat, escultura i pintura a l'escola EINA de Barcelona. Llicenciada en Comunicació Audiovisual per la Universitat Ramon Llull el 2011. Màster Universitari en Ficció de cinema i televisió per la Universitat Ramon Llull el 2012. Doctora en Comunicació Audiovisual el 2021. Màster Universitari d'Art sonor per la Universitat de Barcelona 2023.
En la seva obra, ha situat l'experimentació com a estratègia per a la creació, posant el focus en el procés creatiu. Entenent l'experimentació com la possibilitat de fer assajos, per provar coses desconegudes, però també fent diferents exercicis amb les conegudes, per tal de compovar o descobrir els resultats que se n'obtenen. Amb l'obertura a tota mena de temptejos i ocurrències. Treballa tenint sempre present que la pregunta que l'obra d'art formula sobre allò real només té sentit si és compartida, si l'obra és alhora reclam, acte social i creació social. Ha exposat individual o col·lectivament en diverses galeries i participat en esdeveniments i festivals d'art a Barcelona, Sitges, Vilanova i la Geltrú, Olot i altres poblacions de Catalunya, a Andorra, Eivissa, Madrid i Nova York.
El 1991 exposa per primera vegada a la sala Up&Down de Barcelona. Ha exposat, entre d'altres, a la galeria Jordi Barnadas, a la Sala Parès, a l'espai 13 de la Fundació Miró, a la galeria Hartman, i a El Quatre de Barcelona. El 2014 i el 2016 participà en el Festival Under the Subway Videoart festival de Nueva YorkEl 2016 exposa a la galeria Àgora, de Sitges.El 2018 presenta el documental Pater a la Filmoteca de Catalunya i al festival Internacional de Cine de Begur. Aquest mateix any fa la seva proposta Insert Coin an la fira SWAB de Barcelona. amb la qual va ser finalista als Premis ArtsFAD 2019 El 2021 presenta la instal·lació sonora “The Good Man” amb el Equipo Risus a l'Espai Micus a Eivissa, i el 2022 #womenartists a Lab36 a Barcelona i “A la Vida Cal Ballar-la” a ODTalamanca a Eivissa.